# (5708) Melancholia
(5708) Melancholia ist ein Asteroid des Hauptgürtels, der am 12. Oktober 1977 vom Schweizer Astronomen Paul Wild am Observatorium Zimmerwald (IAU-Code 026) im Ortsteil Zimmerwald der Schweizer Gemeinde Wald (Kanton Bern) rund 10 Kilometer südlich von Bern entdeckt wurde.
Der Asteroid wurde nach der Melancholie benannt,  einer durch Schwermut bzw. Schwermütigkeit, Schmerz, Traurigkeit oder Nachdenklichkeit geprägte Gemütsstimmung.